# Mihai Leu
Mihai Leu (Vajdahunyad, 1968. január 13. – Bukarest, 2025. július 1.) világbajnok román ökölvívó, raliversenyző. Nemzetközileg mint ökölvívó Michael Löwe néven ismert.

## Sportpályafutása
Már kisgyermek korától bokszolt, a sport iránti elhivatottságát családi örökségként vitte magával, édesapja a ’70-es és ’80-as évek ismert román autóversenyzője volt. Sportkarrierje szülővárosában kezdődött, 1978-tól a Clubul Metalul Hunedoarában, majd a Clubul Constructorul Hunedoarában játszott, később átigazolt a CS Dinamo Bukaresthez (1982), innen pedig a Steauához. Tehetsége és kitartása gyorsan megmutatkozott, többszörös román bajnok címet szerzett (1983–1986 között), majd az 1987-es junior világbajnokságon, Havannában aranyérmes lett. Még ugyanebben az évben, 19 évesen hátat fordított a kommunista Romániának, és egy görögországi torna után az NSZK-ba emigrált, ahol komoly hírnevet szerzett magának Michael Löwe néven a Bayer Leverkusennél. Két alkalommal, először 1989-ben, majd a rákövetkező évben, 1990-ben német bajnok lett.
1991-ben mutatkozott be a profik között, és 1997-ben ért fel pályafutása csúcsára, amikor Hamburgban, a panamai Santiago Samaniegót legyőzve megnyerte a WBO világbajnoki övét váltósúlyban. Az ír Michael Carruth ellen meg is védte a címét, majd nem sokkal később egy kézsérülés miatt úgy döntött visszavonul. Pályafutása során összesen 28 profi mérkőzést vívott meg – mindet veretlenül – ebből tízszer kiütéssel nyert. 2003-ban tért vissza hazájába.
Visszavonulása után az autósport felé fordult, sikeres autóversenyzőként is nevet szerzett magának, és több alkalommal megnyerte az országos ralibajnokságot. Háromszor nyerte el a nemzeti bajnoki címet hegyi gyorsasági versenyeken, és egyszer az abszolút bajnoki címet ralikon. 2003-ban az év 10 legjobb sportolója közé választották. 2008-ig aktívan versenyzett. 2012 végén debütált profi bíróként is Nürnbergben, ahol Arthur Abraham és Mehdi Bouadla mérkőztek meg a WBO világbajnoki címért. 2018-ban úgy döntött, hogy visszatér a versenyzéshez a sebesség- és hegyi bajnokságban. 2019-ben nemcsak a kategória bajnoka lett, hanem 2021-ben ismét megvédte címét.
Miután 2003-ban lediplomázott a temesvári testnevelési főiskolán, asszisztensi pozíciót vállalt a Temesvári Tibiscus Egyetemen. 2007-ben indult az európai parlamenti választásokon, 2008-ban pedig a helyi önkormányzati választásokon Vajdahunyad polgármesteri posztjáért a Konzervatív Párt színeiben, de nem választották meg. 2008 és 2011 között a vajdahunyadi városi tanács tagja volt, mely tisztségéről 2011 márciusában lemondott. 2008-ban a hírközlési és informatikai minisztérium RMDSZ-es miniszterének, Borbély Károlynak lett tanácsadója, feladata pedig a kapcsolatépítés volt az önkormányzatokkal és a kormányhivatalokkal.
2014-ben vastagbélrákkal diagnosztizálták. Többször megoperálták, azonban több mint egy évtizednyi szenvedés után – 2025. július 1-jén, a bukaresti Fundeni Klinikai Intézet intenzív osztályán – betegsége legyőzte.